# SWF (Automobilzulieferer)
SWF (Spezialwerkzeugfabrik) war ein Automobilzulieferer aus Stuttgart-Feuerbach, später in Bietigheim-Bissingen in Baden-Württemberg ansässig. Seit 1999 gehört SWF zum französischen Konzern Valeo.

## Geschichte
Die Spezialwerkzeugfabrik GmbH (SWF) wurde 1923 gegründet. Zunächst fertigte sie Handwerkzeuge wie Schraubendreher und Bohrer, bevor ab 1926 elektrische Fahrtrichtungsanzeiger und ab 1927 elektrische Scheibenwischer für die Automobilindustrie hergestellt wurden. 1936 übernahm Gustav Rau sen. den Betrieb. 
Ab 1938 firmierte das Unternehmen unter SWF-Spezialfabrik für Autozubehör Gustav Rau GmbH. Zusammen mit dem Glashersteller Kinon in Aachen produzierte SWF seit 1938 eine vollbeheizte Frostschutzscheibe und seit 1939 Winker, die für Geschwindigkeiten bis 140 km/h konstruiert waren. 1942/43 verlegte die SWF ihren Sitz nach Bietigheim. ⊙
Während des Zweiten Weltkrieges waren der damals als kriegswichtig eingestuften SWF bis zu 32 überwiegend sowjetische und polnische Zwangsarbeiter zugewiesen, die im Durchgangslager Bietigheim untergebracht waren.
Nach 1945 entwickelte sich die SWF zu einem Spitzenunternehmen der Autozubehörindustrie. Sie lieferte die Erstausstattungen an Winkern, Blinkern und Scheibenwischern an den größten Teil der deutschen Automobilindustrie und an den Fachhandel. 
Im Jahr 1953 wurde die Marke SWF auf dem Pariser Autosalon vorgestellt, 1955 die erste Scheibenwaschanlage angeboten. Das Werk in Bietigheim musste wegen der hohen Nachfrage vergrößert werden und neue Werke kamen hinzu. 1954 ersetzte Rau den Fuß-Abblender durch den Lenkstockschalter und führte die Lichthupe ein. Nach der Übernahme des Herstellers Andreas Veigel 1957 produzierte er auch Tachometer für Volkswagen. 1955 brachte Rau als erster deutscher Hersteller den Scheibenwascher auf den Markt und rüstete 80 % aller in Deutschland produzierten Automobile damit aus. Für gebogene Windschutzscheiben lieferte er profilierte Wischerblätter in federnden Haltern. Das Unternehmen beschäftigte zu dieser Zeit 3200 Mitarbeiter.
Nach dem Tod von Gustav Rau sen. 1960 wurde 1963 eine Straße in Bietigheim-Bissingen nach ihm benannt.
Sein Sohn Gustav Rau verkaufte das Unternehmen 1972 an die ITT Corporation. Aus damals 150 Mitarbeitern waren Mitte der 1970er Jahre ca. 6000 geworden, die in neun Werken der SWF-Firmengruppe arbeiteten. Seit 1972 gehörte das Unternehmen zum weltweiten Firmenverband der ITT und entwickelte sich zu einem der größten Hersteller von elektrischem Autozubehör für die Automobilindustrie. 1984 erfolgte eine weitere Namensänderung zu SWF Auto-Electric GmbH. Seit 1999 gehört SWF zum französischen Konzern Valeo.
Unter der Marke SWF werden nach wie vor Wischerblätter produziert. Nachdem das neue Werksgelände an der Valeostraße⊙ bezogen war, wurden die in die Jahre gekommenen Gebäude des aufgelassenen Werkes an der Stuttgarter Straße 2013 abgebrochen.